# حكومة مصطفى ميرو الثانية
تشكلت حكومة مصطفى ميرو الثانية في 13 كانون الأول 2001 بموجب المرسوم رقم 622 لعام 2003 القاضي بتشكيل حكومة الجمهورية العربية السورية برئاسة الدكتور محمد مصطفى ميرو واستمرت حتى 18 أيلول 2003. هذه الحكومة هي الوزارة رقم 87 منذ استقلال سورية عن الدولة العثمانية عام 1918، وهي أول وزارة في عهد الرئيس بشار الأسد.
أتى تشكيل هذه الحكومة التي دخلها ثمانية عشر وزيراً جديداً واحتفظ فيها 15 وزيراً بمواقعهم بعد ثلاثة أيام فقط من استقالة سابقتها التي كان يرأسها ميرو ايضاً.
ضمت هذه الحكومة خمسة من أعضاء القيادة القطرية لحزب البعث العربي الاشتراكي الحاكم هم رئيس الحكومة ونوابه الأربعة. ومن جهة أخرى، ألغيت من التشكيلة الجديدة حقائب وزارات الدولة للشؤون الخارجية، والدولة لشؤون التخطيط، والدولة لشؤون التنمية الإدارية، بينما أحدثت وزارة خاصة لشؤون المغتربين. وعلى صعيد الوزراء، احتفظ كل من وزراء الإعلام والصحة والكهرباء والأوقاف وشؤون رئاسة الجمهورية والتربية والعدل والتعليم العالي والنقل بحقائبهم الوزارية من دون تغيير، في حين انتقل ناصر قدور إلى وزارة شؤون المغتربين والدكتور عصام الزعيم إلى وزارة الصناعة ورضوان مارتيني من المواصلات إلى الري. وكانت أبرز الوزارات التي اسندت إلى وجوه جديدة وزارات الداخلية والاقتصاد والمالية والنفط والثروة المعدنية. في المقابل تمثلت المرأة بحقيبتين وزاريتين هما حقيبتا الثقافة والشؤون الاجتماعية اللتان اسندتا للدكتورة نجوى قصاب حسن وغادة الجابي.

## التشكيل الوزاري
| الترتيب | المنصب                                   | الصورة | شاغل المنصب                 | الحزب ^                    | الحزب ^ | في المنصب من        | في المنصب حتى      |
| ------- | ---------------------------------------- | ------ | --------------------------- | -------------------------- | ------- | ------------------- | ------------------ |
| –       | رئيس مجلس الوزراء                        |        | محمد مصطفى ميرو             | حزب البعث العربي الاشتراكي |         | 13 آذار 2000        | 18 أيلول 2003      |
| –       | نائب رئيس مجلس الوزراء                   |        | مصطفى طلاس                  | حزب البعث العربي الاشتراكي |         | 11 آذار 1984        | 18 أيلول 2003      |
| –       | نائب رئيس مجلس الوزراء                   |        | فاروق الشرع                 | حزب البعث العربي الاشتراكي |         | 13 كانون الأول 2001 | 18 أيلول 2003      |
| –       | نائب رئيس مجلس الوزراء لشؤون الخدمات     |        | محمد ناجي عطري              | حزب البعث العربي الاشتراكي |         | 13 آذار 2000        | 19 آذار 2003       |
|         |                                          |        | محمد صافي أبو دان           |                            |         | 19 آذار 2003        | 18 أيلول 2003      |
| –       | نائب رئيس مجلس الوزراء للشؤون الاقتصادية |        | محمد الحسين                 | حزب البعث العربي الاشتراكي |         | 13 كانون الأول 2001 | 18 أيلول 2003      |
|         | الدفاع                                   |        | مصطفى طلاس                  | حزب البعث العربي الاشتراكي |         | 22 آذار 1972        | 12 أيار 2004       |
|         | الخارجية                                 |        | فاروق الشرع                 | حزب البعث العربي الاشتراكي |         | 11 آذار 1984        | 11 شباط 2006       |
|         | الداخلية                                 |        | علي حاج حمود                | حزب البعث العربي الاشتراكي |         | 13 كانون الأول 2001 | 4 تشرين الأول 2004 |
|         | شؤون رئاسة الجمهورية                     |        | هيثم ضويحي                  |                            |         | 13 آذار 2000        | 18 أيلول 2003      |
|         | العدل                                    |        | محمد نبيل الخطيب            |                            |         | 13 آذار 2000        | 18 أيلول 2003      |
|         | المالية                                  |        | محمد الأطرش                 |                            |         | 13 كانون الأول 2001 | 18 أيلول 2003      |
|         | الإدارة المحلية                          |        | هلال الأطرش                 | حزب البعث العربي الاشتراكي |         | 13 كانون الأول 2001 | 18 أيلول 2003      |
|         | الأوقاف                                  |        | محمد عبد الرؤوف زيادة       |                            |         | 13 أذار 2000        | 4 تشرين الأول 2004 |
|         | التربية                                  |        | محمود السيد                 |                            |         | 13 آذار 2000        | 18 أيلول 2003      |
|         | التعليم العالي                           |        | حسان ريشة                   |                            |         | 13 آذار 2000        | 18 أيلول 2003      |
|         | الصحة                                    |        | محمد إياد الشطي             |                            |         | 1 تشرين الثاني 1987 | 4 تشرين الأول 2004 |
|         | الشؤون الاجتماعية والعمل                 |        | غادة الجابي                 |                            |         | 13 كانون الأول 2001 | 18 أيلول 2003      |
|         | الري                                     |        | محمد رضوان مارتيني          |                            |         | 13 كانون الأول 2001 | 18 أيلول 2003      |
|         | الزراعة والإصلاح الزراعي                 |        | نور الدين منى               |                            |         | 13 كانون الأول 2001 | 18 أيلول 2003      |
|         | الصناعة                                  |        | عصام الزعيم                 |                            |         | 13 كانون الأول 2001 | 18 أيلول 2003      |
|         | التموين والتجارة الداخلية                |        | بسام محمد رستم              |                            |         | 13 كانون الأول 2001 | 18 أيلول 2003      |
|         | الاقتصاد والتجارة الخارجية               |        | غسان الرفاعي                | حزب البعث العربي الاشتراكي |         | 13 كانون الأول 2001 | 18 أيلول 2003      |
|         | الكهرباء                                 |        | منيب صائم الدهر             |                            |         | 13 آذار 2000        | 11 شباط 2006       |
|         | النفط والثروة المعدنية                   |        | إبراهيم حداد                | مستقل                      |         | 13 كانون الأول 2001 | 11 شباط 2006       |
|         | النقل                                    |        | مكرم عبيد                   | مستقل                      |         | 13 آذار 2000        | 11 شباط 2006       |
|         | المواصلات                                |        | محمد بشير المنجد            |                            |         | 13 كانون الأول 2001 | 18 أيلول 2003      |
|         | الإنشاء والتعمير                         |        | حسام الأسود                 |                            |         | 13 كانون الأول 2001 | 18 أيلول 2003      |
|         | الإسكان والمرافق                         |        | أدهم وانلي                  |                            |         | 13 كانون الأول 2001 | 18 أيلول 2003      |
|         | الإعلام                                  |        | عدنان عمران                 |                            |         | 13 آذار 2000        | 18 أيلول 2003      |
|         | الثقافة                                  |        | نجوى قصاب حسن               |                            |         | 13 كانون الأول 2001 | 18 أيلول 2003      |
|         | السياحة                                  |        | سعد الله آغا القلعة         | حزب البعث العربي الاشتراكي |         | 13 كانون الأول 2001 | 14 نيسان 2011      |
|         | وزير دولة لشؤون المغتربين                |        | ناصر قدور                   |                            |         | 13 كانون الأول 2001 | 18 أيلول 2003      |
| –       | وزير دولة لشؤون البيئة                   |        | عدنان خزام                  |                            |         | 13 كانون الأول 2001 | 18 أيلول 2003      |
| –       | وزير دولة                                |        | فيصل جاويشد                 |                            |         | 13 كانون الأول 2001 | 18 أيلول 2003      |
| –       | وزير دولة                                |        | عبد الكريم سيد يوسف         |                            |         | 13 كانون الأول 2001 | 18 أيلول 2003      |
| –       | وزير دولة                                |        | عبد الناصر عبد المعطي داوود |                            |         | 13 كانون الأول 2001 | 18 أيلول 2003      |

## روابط خارجية
- مجلس الوزراء السوري
- الحكومات السورية على موقع رئاسة مجلس الوزراء
- الحكومات السورية على موقع مجلس الشعب السوري
- وزارات الدولة على بوابة الحكومة الإلكترونية السورية
- الوزارات والهيئات الحكومية على موقع مجلس الشعب السوري